# Bruchia bolanderi
Bruchia bolanderi är en bladmossart som beskrevs av Lesquereux 1868. Bruchia bolanderi ingår i släktet Bruchia och familjen Bruchiaceae. Inga underarter finns listade i Catalogue of Life.